# Карл Фердинанд Австрийски
Карл Фердинанд Австрийски (на немски: Karl Ferdinand von Österreich; * 29 юли 1818, Виена; † 20 ноември 1874, Жидлоховице близо до Бърно, Моравия) е австрийски ерцхерцог от Тешенския клон на Хабсбургската династия.

## Живот
Той е вторият син на знаменития пълководец ерцхерцог Карл Австрийски (1771 – 1847) и Хенриета фон Насау-Вайлбург (1797 – 1829). По баща е внук на император Леополд II. Брат е на фелдмаршал Албрехт Австрийски (1817 – 1895) и на Мария Тереза (1816 – 1867), омъжена от 1837 г. за Фердинанд II, крал на Двете Сицилии.
Карл Фердинанд започва военна кариера, бие се през 1848 г. в Прага с въстаниците. През 1859 г. е генерал в Моравия и Силезия. През 1860 г. е изместен в Бърно.
- Портрети на Карл Фердинанд Австрийски
- 1837 г.
- 1853 г.
- 1860 г.

## Фамилия
Карл Фердинанд се жени на 18 април 1854 г. във Виена за ерцхерцогиня Елизабет Франциска Мария Австрийска (1831 – 1903), вдовица на ерцхерцог Фердинанд Карл Австрийски-Есте (1821 – 1849), дъщеря на ерцхерцог Йозеф Антон Йохан Австрийски. Те имат шест деца, от които четири порастват:
- Франц-Йозеф (*/† 1855)
- Фридрих (1856 – 1936), херцог на Тешен, фелдмаршал

∞ 1878 принцеса Изабела фон Крой-Дюлмен
- Мария Христина Дезире (1858 – 1929);

∞ 1879 Алфонсо XII, крал на Испания
- Карл Стефан (1860 – 1933)

∞ 1888 Мария Терезия от Австрия-Тоскана (1862 – 1933)
- Ойген Фердинанд (1863 – 1954), фелдмаршал, велик магистър на рицарите от Тевтонския орден (1894 – 1923)
- Мария Елеонора (*/† 1864)